# Педру Нету
Педру Ломба Нету (порт. Pedro Lomba Neto; нар. 9 березня 2000, Віана-ду-Каштелу, Португалія) — португальський футболіст, гравець клубу «Челсі» та національної збірної Португалії.

## Клубна кар'єра

### «Брага»
Вихованець клубу «Брага». 14 травня 2017 року в матчі проти «Насьйонала Фуншал» він дебютував у Сангріш лізі. У цьому ж поєдинку Педру забив свій перший гол за «Брагу». Влітку того ж року зацікавленість у гравці проявили іспанська «Барселона» і лондонський «Арсенал».
Влітку 2017 року Педру разом з одноклубником і співвітчизником Бруну Жордау на правах оренди перейшов в італійський «Лаціо» на два роки з зобов'язанням подальшого викулу за 26 мільйонів євро.

### «Вулвергемптон»
2 серпня 2019, Нету підписав контракт з клубом «Вулвергемптон Вондерерз». Дебютував за нову команду в матчі-відповіді третього кваліфікаційного раунду Ліги Європи проти вірменського «Пюніка». За Педру забив гол і асистував Моргану Гіббс-Вайту, чим допоміг «вовкам» перемогти з рахунком 4:0.

### «Челсі»
У серпні 2024 року перейшов у лондонський «Челсі».

## Кар'єра в збірній
Педру Нету виступав за юнацькі та молодіжну збірні Португалії.
11 листопада 2020 року у товариському матчі проти команди Андорри Нету дебютував у національній збірній Португалії і в першій же грі відзначився забитим голом.

## Статистика виступів

### Статистика виступів за збірну
Станом на 12 жовтня 2024 року
| Дата       | Місто         | Господарі            | Результат | Гості       | Турнір                               | Голи | Примітки |
| ---------- | ------------- | -------------------- | --------- | ----------- | ------------------------------------ | ---- | -------- |
| 11-11-2020 | Лісабон       | Португалія           | 7 – 0     | Андорра     | товариський матч                     | 1    | 46'      |
| 24-3-2021  | Турин         | Португалія           | 1 – 0     | Азербайджан | Відбір до ЧС 2022                    | -    | 63'      |
| 30-3-2021  | Люксембург    | Люксембург           | 1 – 3     | Португалія  | Відбір до ЧС 2022                    | -    | 41'      |
| 8-9-2023   | Братислава    | Словаччина           | 0 – 1     | Португалія  | Відбір до ЧЄ 2024                    | -    | 63'      |
| 16-10-2023 | Зениця        | Боснія і Герцеговина | 0 – 5     | Португалія  | Відбір до ЧЄ 2024                    | -    | 66'      |
| 4-6-2024   | Лісабон       | Португалія           | 4 – 2     | Фінляндія   | товариський матч                     | -    | 46'      |
| 8-6-2024   | Лісабон       | Португалія           | 1 – 2     | Хорватія    | товариський матч                     | -    | 70'      |
| 18-6-2024  | Лейпциг       | Португалія           | 2 – 1     | Чехія       | ЧЄ 2024 - груповий етап              | -    | 90'      |
| 22-6-2024  | Дортмунд      | Туреччина            | 0 – 3     | Португалія  | ЧЄ 2024 - груповий етап              | -    | 46'      |
| 26-6-2024  | Гельзенкірхен | Грузія               | 2 – 0     | Португалія  | ЧЄ 2024 - груповий етап              | -    | 44' 75'  |
| 5-9-2024   | Лісабон       | Португалія           | 2 – 1     | Хорватія    | Ліга націй УЄФА 2024-2025 - 1-й етап | -    | 46'      |
| 8-9-2024   | Лісабон       | Португалія           | 2 – 1     | Шотландія   | Ліга націй УЄФА 2024-2025 - 1-й етап | -    | 46'      |
| 12-10-2024 | Варшава       | Польща               | 1 – 3     | Португалія  | Ліга націй УЄФА 2024-2025 - 1-й етап | -    | 32' 82'  |
| Усього     |               | Матчів               | 13        |             | Голів                                | 1    |          |

## Титули і досягнення
«Лаціо»
- Володар Кубка Італії (1): 2018-19

Челсі
- Переможець Ліги конференцій УЄФА (1): 2025
- Переможець Ліги націй УЄФА (1): 2024-25
- Переможець Клубного чемпіонату світу (1): 2025

## Особисте життя
Дядько Нето, Сержіо Ломба, також був футболістом s виступав за збірну Мозамбіку.